# Andrzej Kazimierz Olszewski
Andrzej Kazimierz Olszewski, (ur. 21 października 1931 w Warszawie) – polski historyk sztuki.

## Życiorys
Syn Czesława Olszewskiego, fotografa. W 1950 roku ukończył Państwowe Gimnazjum i Liceum im. Stefana Batorego w Warszawie. W 1955 roku ukończył historię sztuki na Wydziale Historycznym UW, w 1965 roku uzyskał stopień doktora, w 1985 - doktora habilitowanego, w 1990 - profesora nauk humanistycznych. Pracował w PAN (1955–1975), AkademiiTeologii Katolickiej (1972–1994), KUL (1992–2002), Uniwersytecie Łódzkim (1999–2002). Zajmuje się sztuką XIX i XX wieku .

## Wybrane publikacje
- Nowa forma w architekturze Polskiej 1900-1925, Ossolineum, Wrocław 1967
- Dzieje sztuki polskiej w zarysie 1890-1980, „Interpress”, Warszawa 1988 ISBN 83-223-2124-4